# 单身男女2
《單身男女2》是由寰亚电影2013年投资出品，银河映像制作的《单身男女》系列的第二部。 由古天樂、楊千嬅、高圓圓、周渝民及吳彥祖领衔主演，由杜琪峰执导、韋家辉监制及编剧，演员阵容方面，除了保留第一部的原班人馬古天樂、高圓圓及吳彥祖外，更加入楊千嬅和周渝民。插曲选用陶喆《爱很简单》（张申然的主題曲）、黃小琥《沒那麼簡單》（杨鸯鸯的主題曲）及王菲《我愿意》（方启宏的主題曲）。
《单身男女2》延续《单身男女》的故事脉络，地球男张申然（古天乐饰）向程子欣（高圆圆饰）求婚失败，最终不敌“火星男”方启宏（吴彦祖饰）。申然重返情场，便和“女股神”杨鸯鸯（楊千嬅饰）展开恋情。这一次，却又遭遇劲敌“法国男”程子建（周渝民饰）。申然害怕“悲剧”重演，欲和鸯鸯速定终身。天意弄人，子欣竟是鸯鸯下属， 重新出现在申然眼前，令他方寸大乱。

## 剧情
續集將會延續《單身男女》的發展，古天樂飾演的張申然依然對高圓圓飾演的程子欣癡心一片，不過地球男花心本性難改，又與紅顔知己楊鴦鴦（楊千嬅飾）發生暧昧關係，但“空降”的帥哥程子建（周渝民飾）卻對鴦鴦頻繁發起猛攻……
即將和方啓宏（吳彥祖 飾）步入婚姻殿堂的程子欣（高圓圓飾）幸福滿滿，她偶遇最崇拜的股市女強人楊鴦鴦（楊千嬅飾），于是自我推薦加入了楊的公司。無巧不成書，張申然（古天樂飾）的公司剛好在鴦鴦公司的對面，兩人之前又因爲某次邂逅成爲男女朋友。性格大條豪爽的鴦鴦知道申然花心輕浮的行徑，卻只采取反向操作的措施，一心期望能成爲申然最後一個女人。子欣的哥哥程子建（周渝民飾）浪漫氣息濃郁，他偶遇失落中的鴦鴦，神奇的章魚“燈神”讓他們成爲好朋友，子建對鴦鴦的好感也與日俱增，而其浪漫痴情，亦令鴦鴦為之心動。申然恐怕「失愛悲劇」重演，欲和鴦鴦速定終身。終于迎來了申然的生日，誰知派對最終變成了大災難，混亂中的申然也驚訝地發現子欣就在不遠的地方。
程子欣再次在申然眼前出現，令他方寸大亂。因為看似花心豁達的申然，實則情傷不淺，這趟傷口多年來其實未癒合過……更意想不到是，方啟宏在這刻竟向未婚妻大方承諾，讓她再選一次。子建痴心鴦鴦、鴦鴦苦等申然、申然難忘子欣、子欣待嫁啟宏。五個男女，四段感情，最愛是誰？
從未熄滅的愛火再度點燃，三男兩女的愛情戰爭進入了白熱化的階段……

## 演員表
| 演員   | 角色   | 備註                                                                    |
| 古天樂 | 張申然 | 金融才俊 痴恋程子欣，後成为其男友 杨鸯鸯之男友，後分手                  |
| 楊千嬅 | 杨鸯鸯 | 女股神 張申然之女友，後分手                                             |
| 高圓圓 | 程子欣 | 杨鸯鸯下屬 張申然暗恋对象，後成为其女友 方啟宏未婚妻，后分手 程子健之妹 |
| 周渝民 | 程子建 | 程子欣之哥 追求楊鴦鴦                                                   |
| 吴彦祖 | 方启宏 | 程子欣未婚夫，後分手                                                    |
| 林雪   | John   | 张申然下属                                                              |
| 小寶   | 趙康熙 |                                                                         |

## 獎項及提名
| 獎項                                   | 類別     | 名字                 | 結果 |
| -------------------------------------- | -------- | -------------------- | ---- |
| 第21屆（2014年度）香港電影評論學會大獎 | 最佳編劇 | 韦家辉、陈伟斌、余曦 | 獲獎 |